# 美国陆军情报与安全司令部
美國陸軍情報與安全司令部（英語：United States Army Intelligence and Security Command，INSCOM），是美國陸軍的主要司令部之一，執行作戰情報和安全部隊的任務指揮，整合全球情報和安全行動，並提供語言支援和情報相關的高級技能培訓、後勤、通信和其他專業能力。美國陸軍情報與安全司令部於1977年1月1日在維吉尼亞州成立。

## 組織
- 第1資訊作戰司令部（英语：1st Information Operations Command (Land)）

和美國陸軍網路司令部共同指揮，駐紮於維吉尼亞州貝爾沃堡，為美國陸軍的主要司令部提供資訊作戰勤務。
- 第66軍事情報旅（英语：66th Military Intelligence Brigade）

駐紮於德國威斯巴登，支援美國歐洲陸軍。
- 美國陸軍第116軍事情報旅（英语：116th Military Intelligence Brigade (United States)）

駐紮於喬治亞州高登堡。
- 第207軍事情報旅（英语：207th Military Intelligence Brigade (United States)）

駐紮於義大利埃德勒營，支援美國非洲陸軍。
- 第300軍事情報旅（英语：300th Military Intelligence Brigade (United States)）

駐紮於猶他州德雷珀，負責提供訓練有素的語言學家和軍事情報人員。
- 第470軍事情報旅（英语：470th Military Intelligence Brigade (United States)）

駐紮於德州山姆·休士頓堡，支援美國南方陸軍。
- 第500軍事情報旅（英语：500th Military Intelligence Brigade (United States)）

駐紮於夏威夷斯科菲爾德營，支援美國太平洋陸軍。
- 第501軍事情報旅（英语：501st Military Intelligence Brigade (United States)）

駐紮於韓國韓福瑞營，支援美國第八軍團在韓國的行動。
- 第513軍事情報旅（英语：513th Military Intelligence Brigade）

駐紮於喬治亞州高登堡，支援美國中央陸軍。
- 第704軍事情報旅（英语：704th Military Intelligence Brigade）

專責電子情報。
- 第706軍事情報群

駐紮於喬治亞州高登堡。
- 第780軍事情報旅（英语：780th Military Intelligence Brigade (United States)）

駐紮於馬里蘭州米德堡。
- 第902軍事情報群（英语：902nd Military Intelligence Group (United States)）

負責反情報工作。
- 國家地面情報中心（英语：National Ground Intelligence Center）

駐紮於維吉尼亞州夏洛茨維爾。